# Imizu
Imizu (japanisch 射水市 Imizu-shi) ist eine kreisfreie Stadt (-shi) in der Präfektur Toyama in Japan, in der 2005 alle bis dahin verbliebenen Gemeinden des Kreises (-gun) Imizu zusammengelegt wurden.

## Geographie
Imizu liegt östlich von Takaoka und nordwestlich von Toyama an der Toyama-Bucht des Japanischen Meeres.

## Geschichte
Die Stadt entstand am 1. November 2005 durch Fusion der Stadt Shimminato (新湊市) mit dem Landkreis Imizu (射水郡), mit den Orten Kosugi (小杉町), Daimon (大門町), Ōshima (大島町) und der Gemeinde Shimo (下村).

## Bildung
In Imizu befindet sich die Präfekturuniversität Toyama (富山県立大学, Toyama-ken-ritsu daigaku).

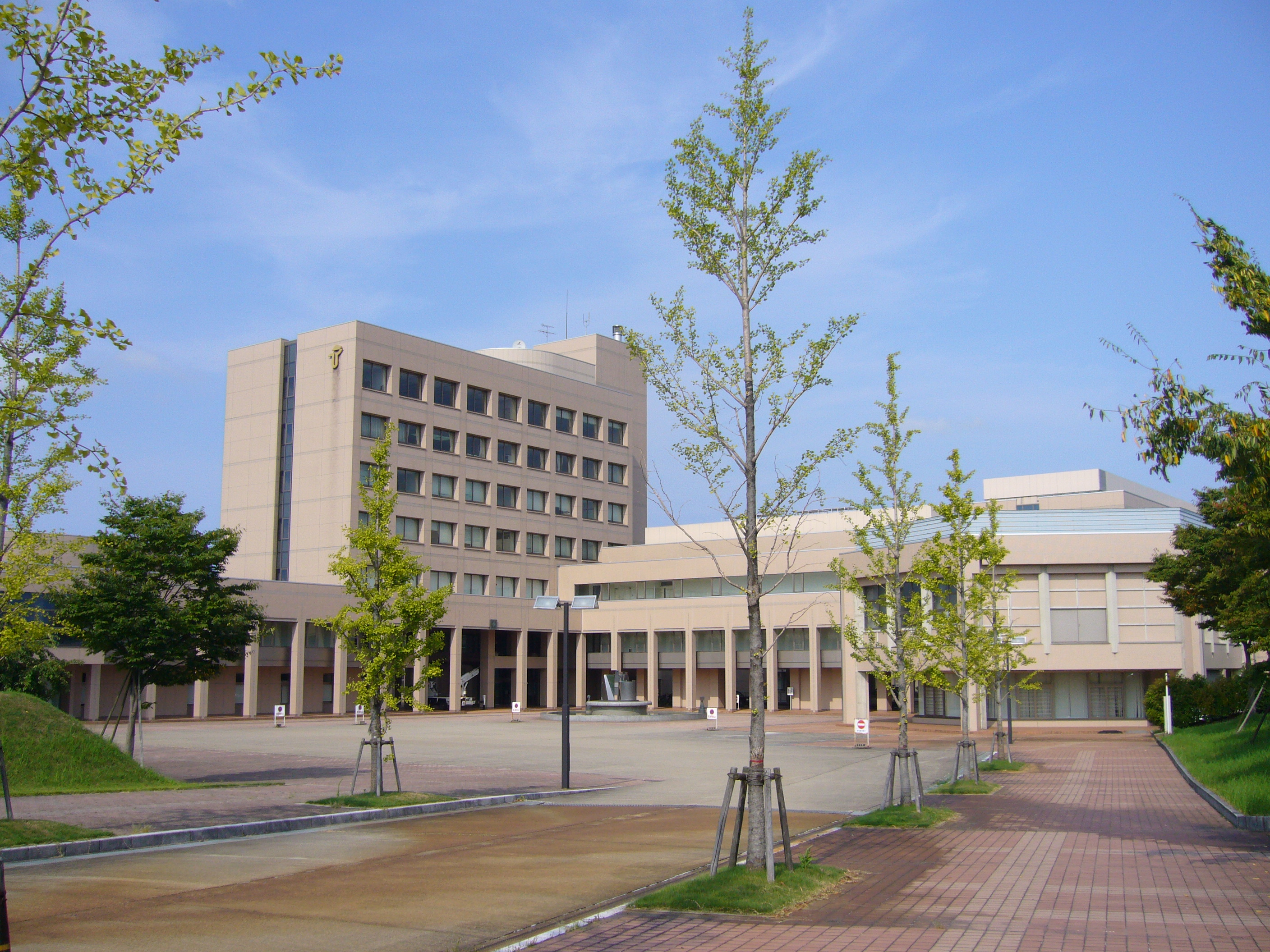
Präfekturuniversität Toyama

## Verkehr
- Zug:
  - JR Hokuriku-Hauptlinie
- Stadtbahn:
  - Man’yōsen Takaoka-Kidō-Linie und Shinminato-Hafenlinie
- Straße:
  - Hokuriku-Autobahn
  - Nationalstraße 8
  - Nationalstraßen 415, 472

## Söhne und Töchter der Stadt
- Ishiguro Munemaro (1893–1968), Töpfer
- Shōriki Matsutarō (1885–1969), Unternehmer
- Shunta Takahashi (* 1989), Fußballspieler
- Atsushi Yanagisawa (* 1977), Fußballspieler

## Angrenzende Städte und Gemeinden

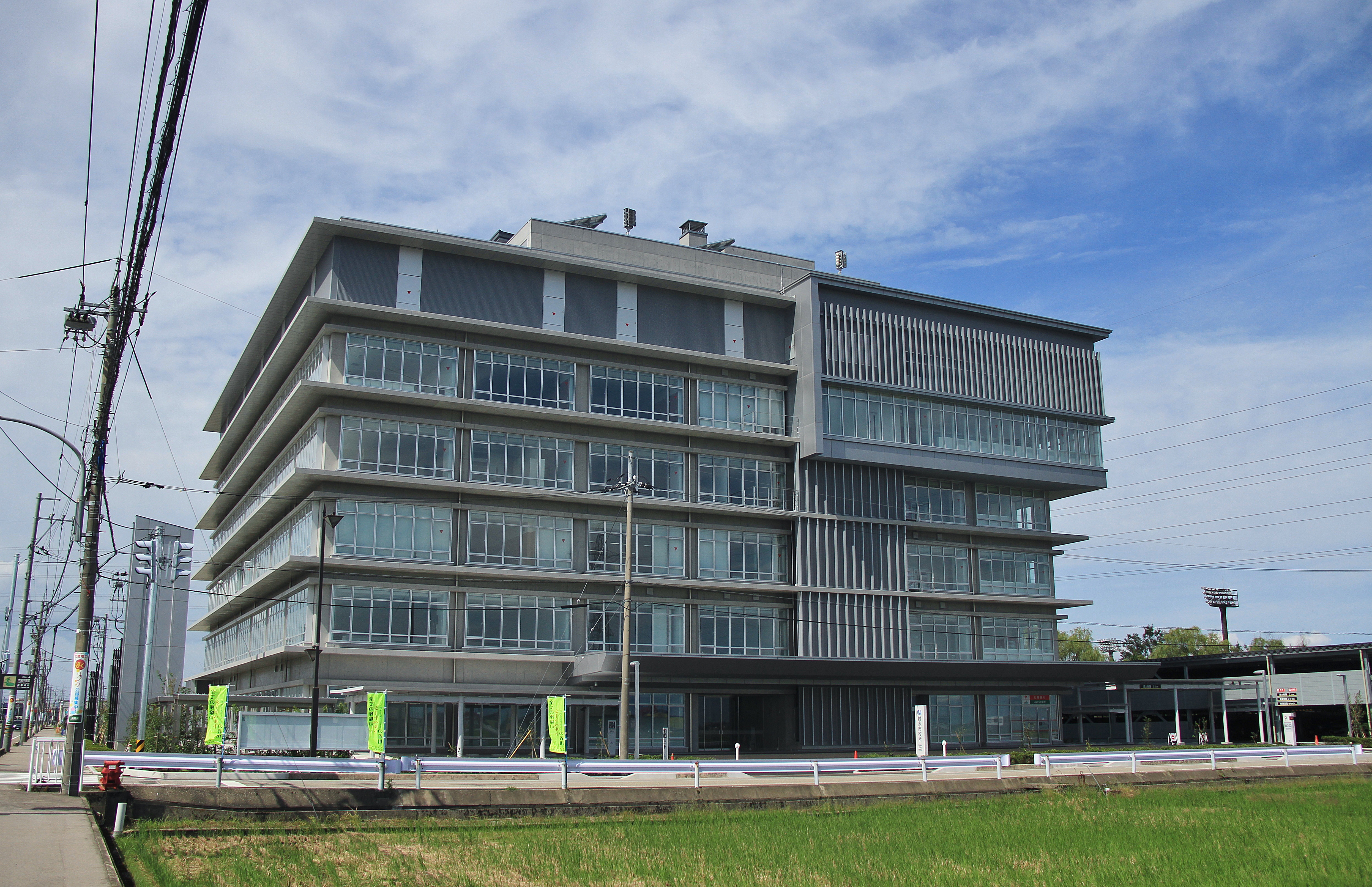
Rathaus

- Toyama
- Takaoka
- Tonami